# Benson (Vermont)
Pour les articles homonymes, voir Benson.
Benson est une ville américaine située dans le Comté de Rutland, dans le Vermont. Selon le recensement de 2020, sa population est de 974 habitants.